# Kloster Münsterlingen

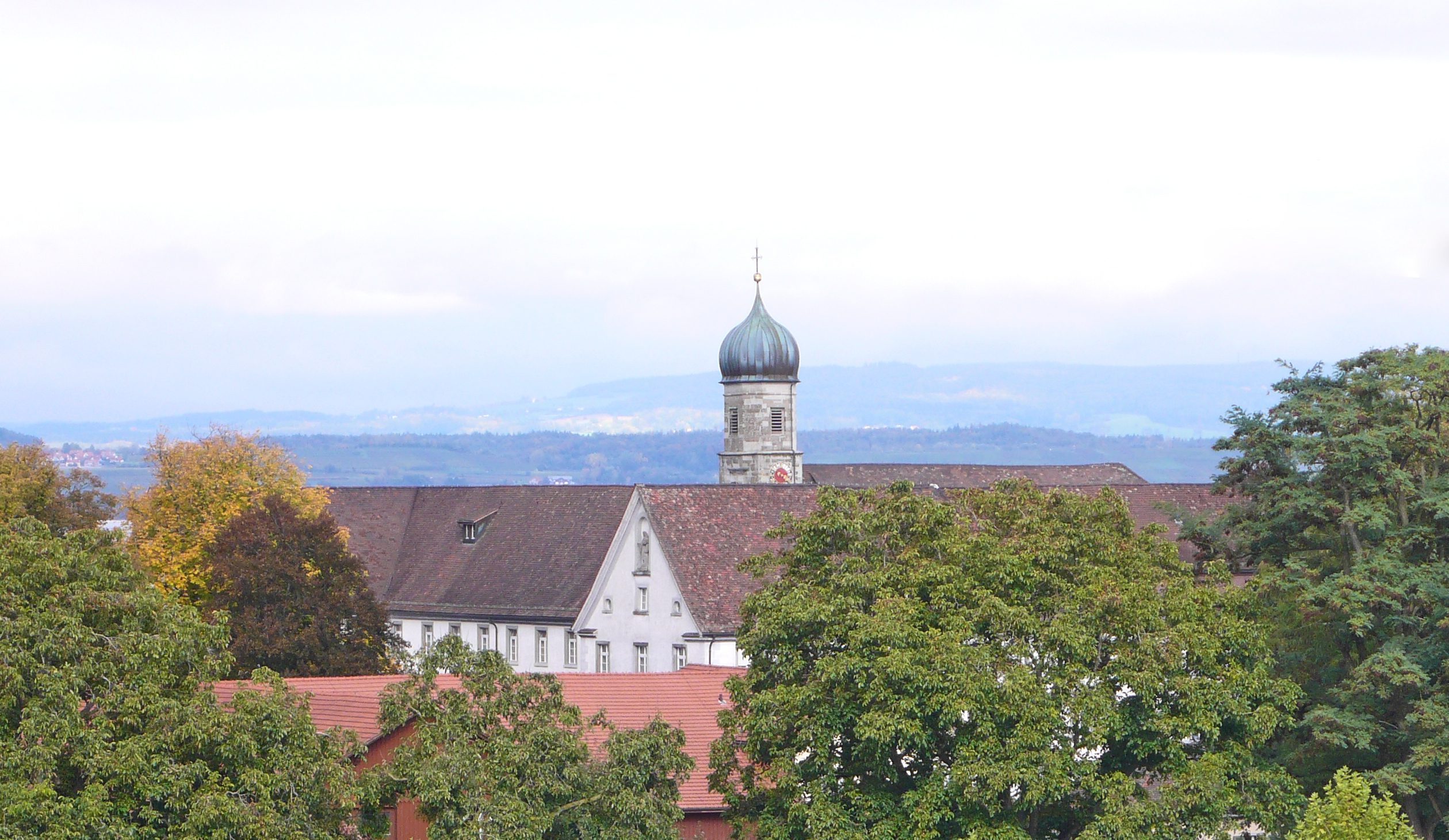
Anlage des ehemaligen Klosters in Münsterlingen

Kloster Münsterlingen war zuerst ein Augustiner-Chorfrauenstift, später ab dem 16. Jahrhundert ein Kloster von Benediktinerinnen in der Gemeinde Münsterlingen des Schweizer Kantons Thurgau.

## Geschichte

### Ursprünglicher Standort am Ufer des Bodensees

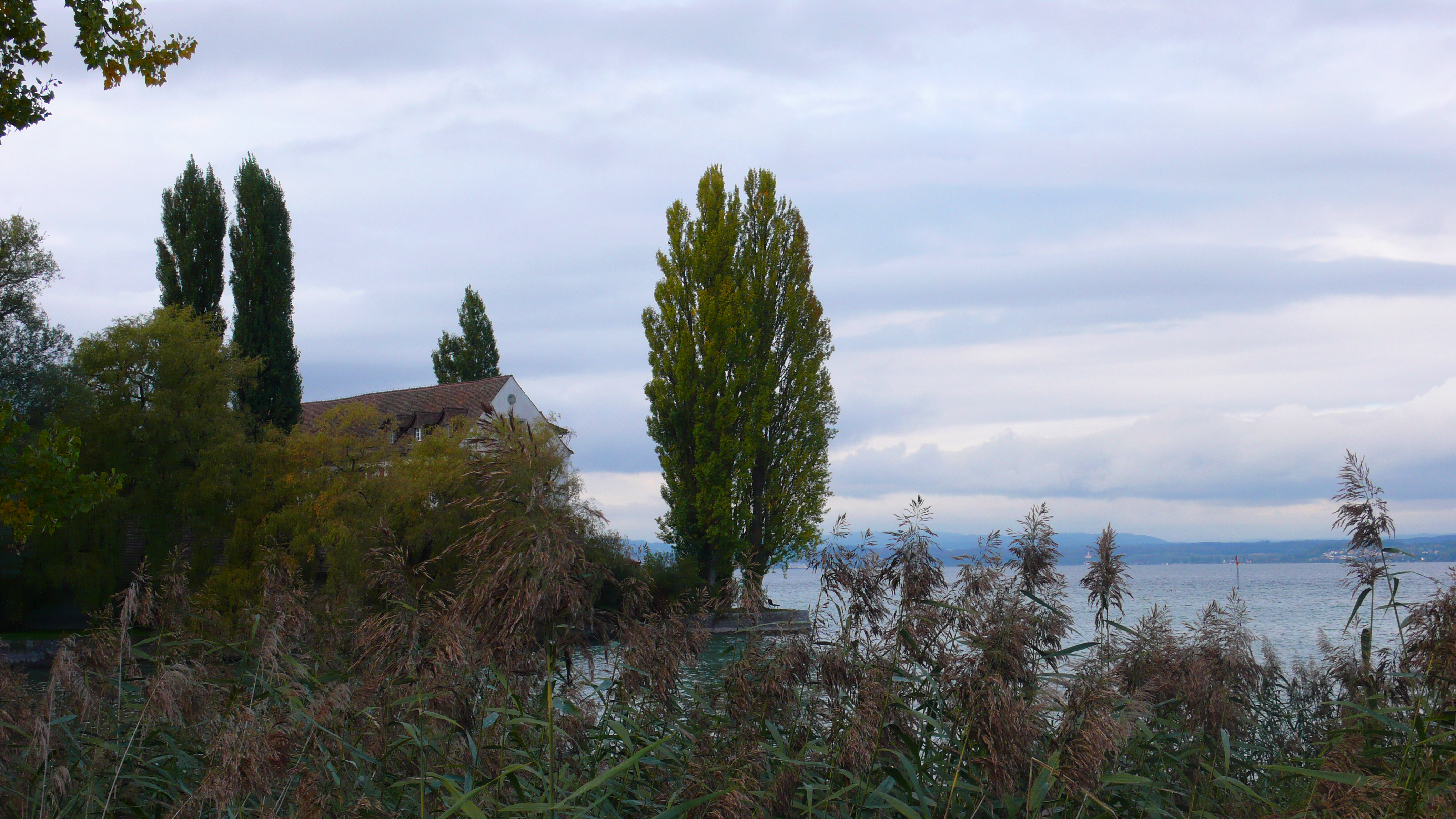
Früheres Kloster Münsterlingen am Seeufer

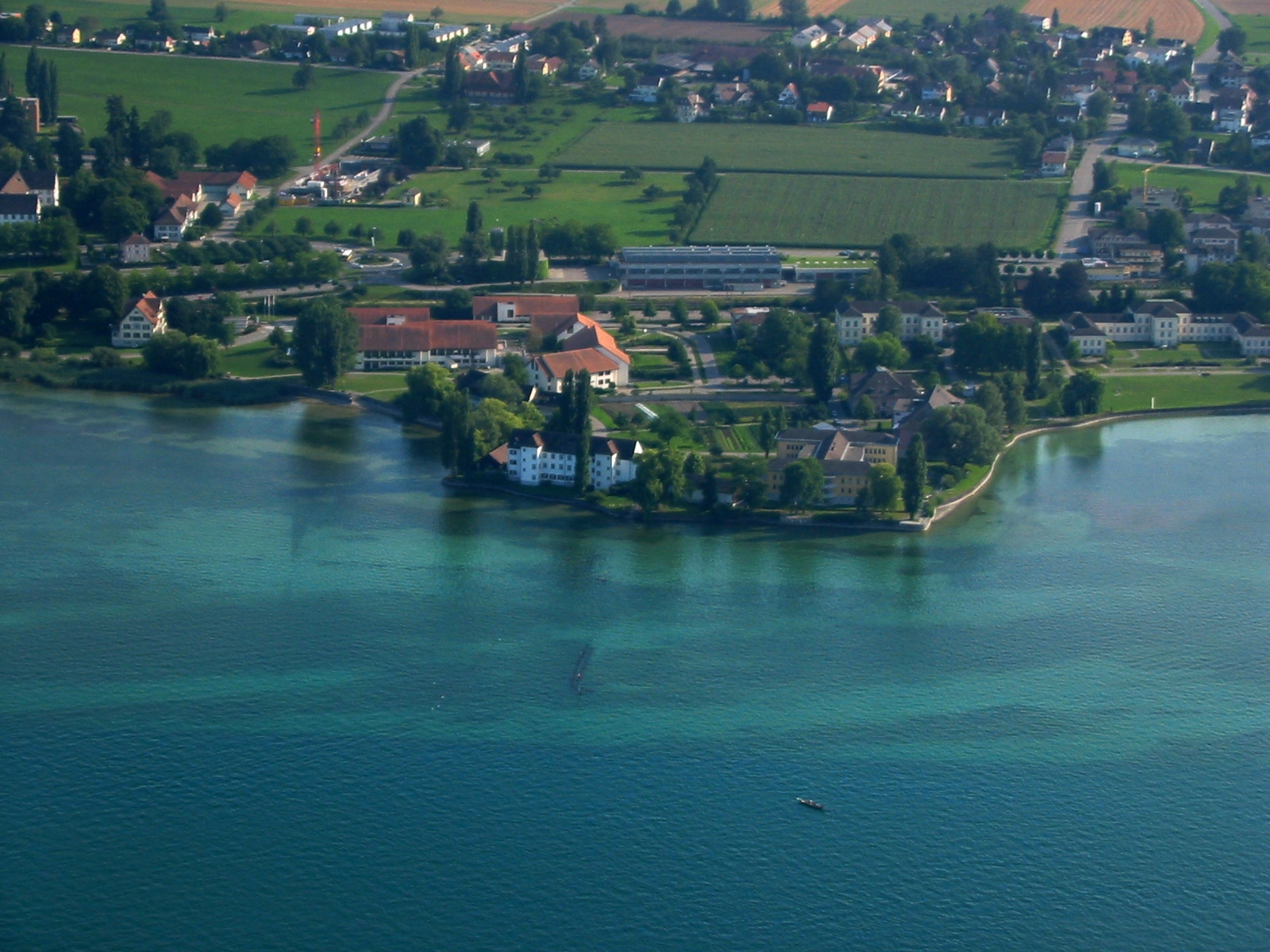
Luftbild auf das Gelände des ursprünglichen Klosters in Münsterlingen

Der Legende nach soll das Kloster um 986 von einer Schwester des Abts Gregor von Einsiedeln (964–996) direkt am Ufer des Bodensees gegründet worden sein aus Dankbarkeit dafür, dass sie bei der Überquerung des Bodensees aus Seenot durch einen Föhnsturm gerettet wurde. Der Ort wurde Monasteriolum und später Münsterlingen genannt. Von 986 bis 1000 wurden Schwestern vom Augustinerkloster in Kreuzlingen nach Münsterlingen verlegt und hielten sich auch dort an die Augustinerregeln.
Die Abtei war der hl. Walburga geweiht und sah von Anfang an ihre Aufgabe in der Krankenpflege.
1125 gestattete Kaiser Heinrich V. dem Bischof von Konstanz, Ulrich I. von Kyburg-Dillingen, die Restaurierung des Klosters und verlieh dem Haus verschiedene Gefälle. Papst Innozenz IV. bestätigte 1254 die Augustinerregel, Papst Alexander VI. 1497 in einer Bulle deren Beachtung. Die Nonnen wurden im Spätmittelalter auch als Dominikanerinnen betrachtet, obwohl sie diesem Orden nicht angehörten. Jedoch waren seit dem ersten Viertel des 14. Jahrhunderts ihre Seelsorger Dominikaner aus dem Predigerkloster St. Niklaus in Konstanz. Als Schirmvögte amteten die Herren von Klingen, doch konnte sich das Frauenkloster 1288 von deren Vogtei loskaufen. Das Kloster baute die Immunität für den Klosterbezirk aus und begann, eine Gerichtsherrschaft über ihre Höfe zu errichten. Im 14. Jahrhundert nahm die Stadt Konstanz das Kloster Münsterlingen in ihr Burgerrecht auf. 1460 kam Münsterlingen unter die Kastvogtei der sieben im Thurgau regierenden eidgenössischen Orte (Zürich, Luzern, Uri, Schwyz, Unterwalden, Zug und Glarus) und unterstand fortan deren hohen Gerichtsbarkeit. 1486 erwarb Münsterlingen vom Kloster Petershausen die Hälfte der Gerichtsherrschaft von Landschlacht. Die andere Hälfte kaufte das Kloster 1621 von elf Inhaberfamilien in Landschlacht. Durch die Gerichtsherrschaft erhielt Münsterlingen 1509 vertraglich im statuierten thurgauischen Gerichtsherrenstand Einsitz. Das Kloster behielt die niedere Gerichtsbarkeit unter anderem in Münsterlingen, Landschlacht, Uttwil, einem Teil von Schönenbaumgarten und Belzstadel bis 1798.

### Nutzung für die reformierte und katholische Konfession
Im Jahr 1524 hielt die reformierte Lehre in Münsterlingen Einzug. Im Jahr 1533 wurde die alte Klosterkirche für beide Konfessionen zugelassen. Im Jahr 1549 kamen zur Erneuerung des katholischen Glaubens Benediktinerinnen aus Engelberg. Im Jahr 1617 wurde für die Reformierten eigens eine Kirche in Scherzingen gebaut. Im Jahr 1633 verliessen die Benediktinerinnen wegen der Schweden, die vor Konstanz lagen, das Kloster. Danach zogen dort aufständische Bauern ein.

### Späterer Standort landeinwärts

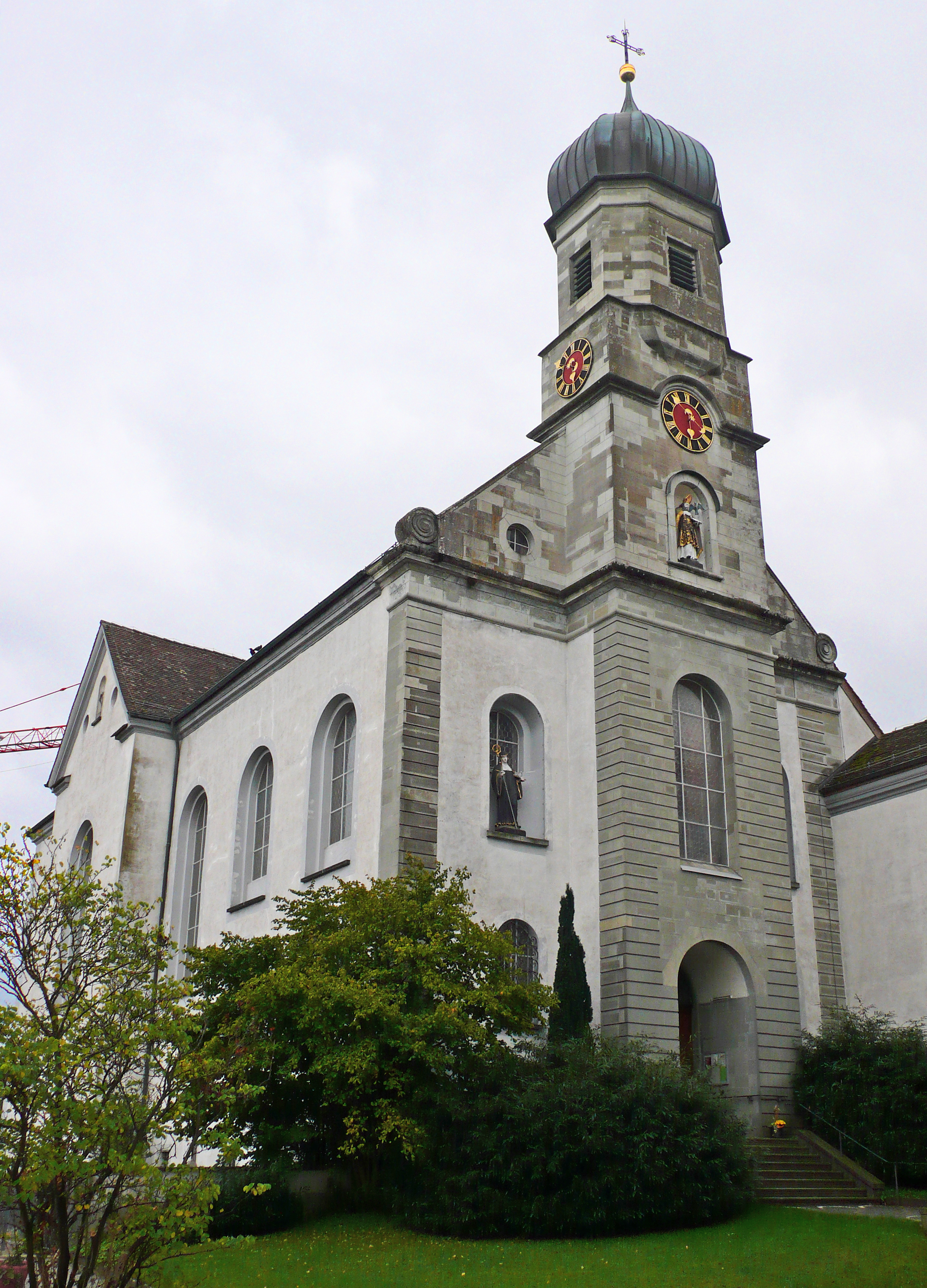
Ehemalige Klosterkirche und heutige katholische Kirche

Von 1709 bis 1713 wurde für das Kloster etwas höher und landeinwärts, am heutigen Standort an der Landstraße, ein neues Konventsgebäude nach Plänen von Franz Beer errichtet. Die barocke Klosterkirche wurde 1711–1716 erbaut. Im Jahr 1836 wurde das Kloster wegen Überschuldung unter staatliche Aufsicht gestellt. Im April 1848 lag dem Kleinen Rat von Thurgau ein Dekret über Aufhebung von sechs Klöstern vor, darunter Münsterlingen. Noch im gleichen Jahr wurde das Kloster aufgehoben.

### Nutzungsänderung
1840 wurde, zunächst nur in einem vom Kanton Thurgau übernommenen Flügel des Klosters, das Kantonsspital Münsterlingen eingerichtet und seither durch mehrere Um- und Anbauten modernisiert und medizinischem Standard angepasst. Die letzte Erweiterung erfolgte 1998.
Auf dem ursprünglichen Klostergelände am Bodensee wurden ab 1838 psychisch Kranke, damals als „Tobsüchtige“ bezeichnet, untergebracht, woraus sich eine bis heute bestehende Einrichtung mit mehrmals wechselnder Namensgebung entwickelte: 1895 – Thurgauische Irrenanstalt, 1940 – Thurgauische Heil- und Pflegeanstalt, 1966 – Psychiatrische Klinik Münsterlingen, 2000 – Psychiatrische Dienste Thurgau.

## Eisprozessionen

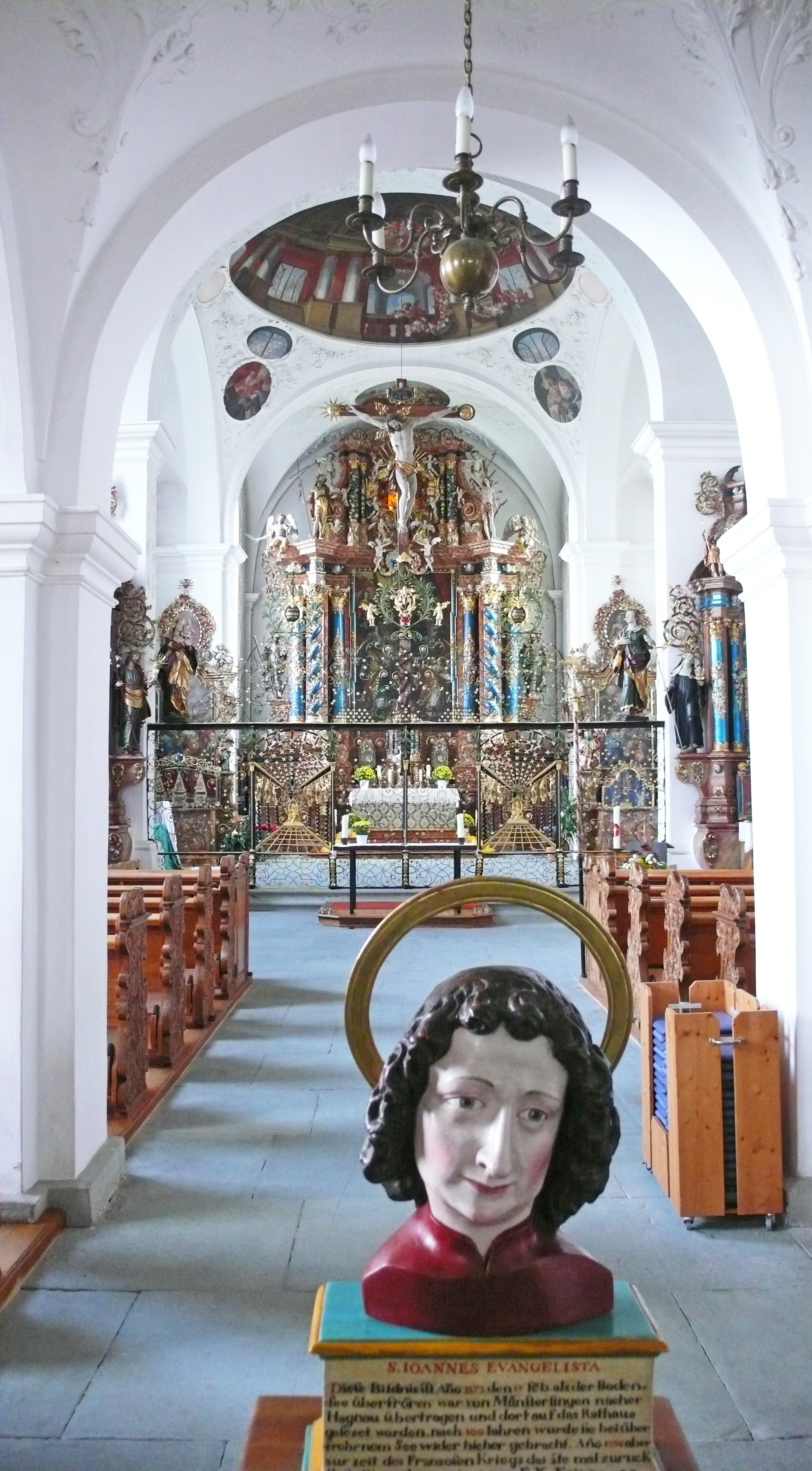
Inneres der Sankt-Remigius-Kirche in Münsterlingen mit Johannes-Büste (Aufnahme 2011)

Seit 1573 gibt es den Brauch der Eisprozession. Bei der Eisprozession anlässlich der Seegfrörne von 1963 wurde die Johannes-Büste von Hagnau in Deutschland nach Münsterlingen in der Schweiz quer über den Bodensee getragen und befindet sich nun im Innern der ehemaligen Klosterkirche, bis sie bei der nächsten Seegfrörne in feierlicher Prozession wieder nach Hagnau getragen wird.